# Miguel Barbosa

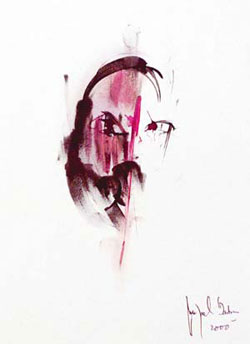
Moita Macedo - Autor: Miguel Barbosa

Miguel Barbosa (Lisboa, 23 de Novembro de 1925), nome artístico de Miguel Artur de Morais e Macedo Alves Barbosa é um ficcionista, dramaturgo, pintor e poeta português.

## Biografia
É filho de mãe brasileira e pai português, formou-se em Ciências Económicas e Financeiras, como vulgarmente se dizia, mas, com maior exactidão, ele licenciou-se em Finanças pelo ISCEF- Instituto Superior de Ciências Económicas e Financeiras, hoje ISEG - Instituto Superior de Economia e Gestão , integrado na Universidade de Lisboa.
Rapidamente deixou essa área para se dedicar às letras e artes plásticas e paleontologia, revelando-se mais tarde como um dos maiores dramaturgos portugueses, bem como um dos mais importantes pintores da sua geração. O seu curriculum literário é excepcional, com cerca de 80 títulos. Escreveu poesia, foi romancista e novelista (com o pseudónimo de J. Penha Brava), escreveu policiais (com o pseudónimo de Rusty Brown) e dramas. Publicações suas foram probidas pela Censura do regime de Salazar. Efectivamente, em 18.01.08 declarou o seguinte:  “Muitas das minhas peças foram proibidas pela Censura e só anos depois puderam ser encenadas. Recordo perfeitamente ‘O Palheiro’, um texto meu que há várias décadas o Teatro Experimental do Porto quis levar à cena e posteriormente o D. Maria, mas o regime não o permitiu”.

## Paleontólogo
Como paleontólogo, juntamente com a esposa, desenvolveu importante actividade, tendo coleccionado milhares de fósseis e minerais, que descobriram em Portugal e sítios que visitaram em África, E.U.A., México e Brasil,  além dos que obtiveram por troca com outros paleontólogos. Doou mais de dez mil dessas peças à Câmara Municipal de Sintra, para acervo de um museu a criar. Em Agosto de 2009 foi inaugurado o Museu de História Natural de Sintra, com esses fósseis.

## Pintura
Apresentou as suas obras artísticas em Portugal e em diversos países estrangeiros como Brasil,  Alemanha,  Bélgica, Canadá, Espanha, França, Itália e E.U.A..
Começou a expor em 1974 em Barcelona (Espanha), a seguir em 1980 em Lisboa e E.U.A. Posteriormente passou a expor praticamente todos os anos, tanto em espaços portugueses como estrangeiros. O estudo do currículo duma exposição sua em 1999 levou à conclusão que a sua pintura, em Portugal, foi mais vezes exposta em espaços que não eram galerias, enquanto no estrangeiro predominaram as galerias de arte. É de salientar nesse ano uma particicipação sua na colectiva de Apoio aos Doentes de Alzheimer, Centro Cultural de Belém.
Expôs no Exposalão 2002 (Batalha), na PortoArte 2001  e PortoArte 2003 (Porto) com o pintor José Barata de Castilho e em 2003 na FAIM - Feria de Arte Idependiente en Madrid,  Stand “Portugal – “País Invitado” (sendo Comissário o mesmo pintor). Com eles estiveram também Cruzeiro Seixas, Jaime Silva (pintor), Manuel Cargaleiro, Manuel Casal Aguiar, Nadir Afonso, entre outros pintores e escultores.

## Prémios
Recebeu vários prémios como pintor. Falando apenas em medalhas de prata e medalhas de ouro mereceu: medalha de prata Concours International 19ème Académie de Lutèce, Paris; Chevalet d'or, Ambily, França; Gold Medal Associacion d'Incentivo l'l'Elite, França; Medalha de Ouro da "melhor selecção artista europeu" Chateau de Saint Victor, França. Foi nomeado representante de Portugal na exposição de arte "Montmartre na Europa", Paris, 1996.
A 18 de Setembro de 2009, foi distinguido com a Medalha Jorge Amado pela União Brasileira de Escritores, sendo a mesma entregue no Teatro Raimundo Magalhães Júnior da Academia Brasileira de Letras, no Rio de Janeiro, a 30 de Outubro de 2009.

## Obras publicadas
- Retalhos da Vida, Lisboa, 1955;
- Manta de Trapos, Lisboa, 1962;
- A Mulher Macumba, Lisboa, 1973;
- O Palheiro, 1963;
- Crónicas do Tempo do Cavaleiro Charles e do seu Fiel Escudeiro Pompidouze, Alfragide, 1968;
- A Pileca no Poleiro, Alfragide, 1976;
- O Adesivo, Lisboa, 1980;
- As Confissões de um Caçador de Dinossauros, Lisboa, 1981;
- As Pequenas Explosões Eróticas de um Velho Sentimental, 1982;
- As Alegres Noites de um Boticário, 1982;
- Vingança e Morte em Las Cruces, Póvoa de Santo Adrião, 1983;
- Esta Louca Profissão de Escritor, 1984;
- Cartas a um Fogo Fátuo, Lisboa, 1985;
- A Guerra do Rapa-Tudo, Lisboa, 1985;
- A Lixeira, Los Angeles, 1988;
- O Marinheiro Cego Pensando na Índia, Lisboa, 1994;
- um gesto no rosto da utopia, Lisboa, 1994;
- Prelúdio poético de um vagabundo de madrugada, Lisboa, 1996;
- A Nau Catrineta Naufragada no Amor, Roma Editora, Lisboa, 2007.

Com o pseudónimo de Rusty Brown:
- Um Crime Plagiado, Lisboa, 1985;
- Crime à Pressão, Lisboa, 1986;
- Os Crimes no Espaço, Lisboa, 1988;
- Rusty Brown em Lisboa, 1992;
- Factura da Mafia, 1993;
- Rusty Brown e os Violadores de Túmulos, Póvoa de Santo Adrião, 1994;
- Rusty Brown e o nariz de Toulouse Lautrec, Póvoa de Santo Adrião, 1996;
- A Paleta do Poeta, Lisboa, 1989;
- Esboços Poéticos, 1989;
- Antes do Verbo, 1990;
- Da Dúvida ao Infinito, 1991;
- O Teu Corpo na Minha Alma, Sintra, 1996;
- O Palheiro, 1963;
- Os Carnívoros, 1964;
- O Insecticida, 1967;
- Uma Flor na Morávia, 1967;
- Muro Alto, 1967;
- O Paraíso Reencontrado ou a Mulher que Pariu a França, 1971;
- O Tecni-Homem, 1973;
- Irineu do Morro, 1975;
- As Máquinas Assassinas, 1977;
- Cuidado Não Pisem a Flor de Abril, 1977;
- Como os Ratos Destruíram Nova Iorque, Sacramento (Califórnia), 1977;
- A Materialização do Amor, Los Angeles, 1978;
- Quer o Crime Bem ou Mal Passado?, Lisboa, 1981;
- O Insecticida ou o Fim do Império, Lisboa, 1994